# نوزاد (درمیان)
روستای نوزاد، روستایی در دهستان میاندشت از توابع بخش مرکزی شهرستان درمیان، واقع در استان خراسان جنوبی است.

## جمعیت
بر پایه سرشماری عمومی نفوس و مسکن در سال ۱۳۹۵ جمعیت این روستا ۵۱۹ نفر (در ۱۸۹ خانوار) بوده‌است.

## مشاهیر
ز جمله چهره‌های سرشناس آن می‌توان به  دکتر سیدعبدالله علوی، اشرف افشاری، استاد سید غلامرضا سعیدی و سید مهدی سعیدی اشاره نمود.

## موقعیت جغرافیایی
این روستا در ۶۵ کیلومتری مرکز استان خراسان جنوبی و در ۲۵ کیلومتری شهر اسدیه قرار دارد. این روستا در یک دره واقع شده و آب روستا از دو رشته قنات و یک حلقه چاه تأمین می‌شود. هوای روستا در تابستان‌ها بسیار مطبوع می‌باشد. اهالی این روستاها از نظر مذهب، معیشت، شیوه زندگی و اوضاع اجتماعی با یکدیگر وجه اشتراک زیادی دارند. دربارهٔ این روستا هیچ سابقه تاریخی مکتوبی وجود ندارد. فقط مزار بی بی صاحبه در جنوب روستا قرار دارد که بنا بر اقوال ظاهراً از نیکان بوده و مورد احترام و زیارت اهالی است ولی هیچ سند مکتوبی در خصوص انتساب ایشان به امامان شیعه وجود ندارد. در اقدامی اخیراً شورای روستا این مکان را توسعه و بازسازی نموده‌است .

## مردم‌شناسی
مذهب مردم منطقه نوزاد شیعه و از نوع اثنی عشری است که با زبان فارسی و با گویش بیرجندی سخن می‌گویند.

## حرفه و پیشه
شغل اصلی مردم روستا کشاورزی است و در کنار آن به دامداری نیز مشغول هستند، علاوه بر این تعدادی از اهالی قالیبافی نیز می‌کنند و این صنعت از عمده صنایع دستی روستا به‌شمار می‌رود.
کاشت محصولات باغی در روستا رونق فراوان دارد و درختان گردو، بادام، انواع میوه و زرشک و زعفران از عمده محصولات این روستاست.
دیگر محصولات کشاورزی منطقه شامل گندم، سیر، جو، شلغم، چغندر قند و هویج است.

## نگارخانه

مزار بی بی صاحبه روستای نوزاد پس از توسعه و بازسازی
مرقد مرحومه فاطمه کاظمی در مزار بی بی صاحبه روستای نوزاد قبل از نصب ضریع جدید
مزار بی بی صاحبه روستای نوزاد پس از توسعه و بازسازی
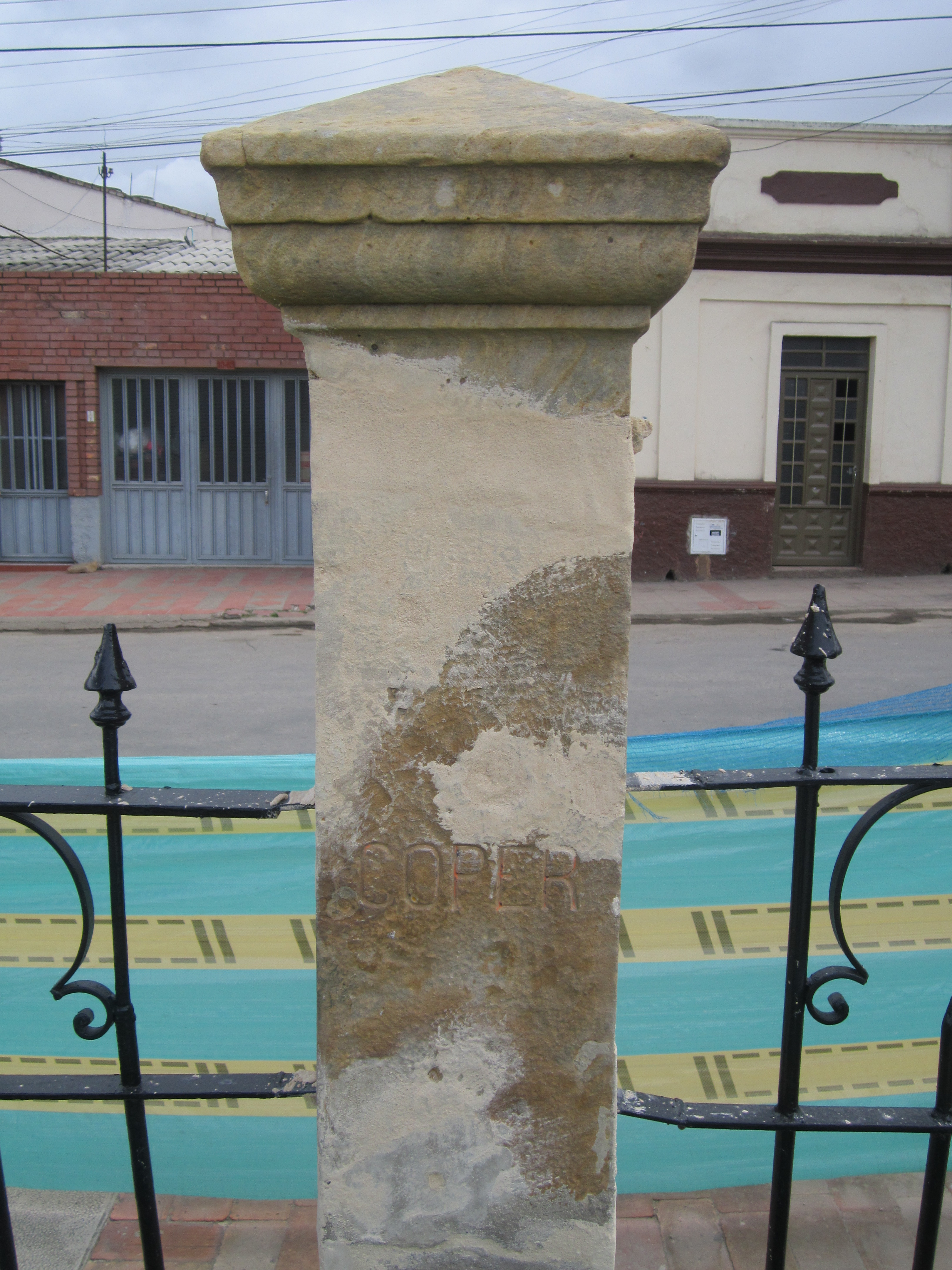
مزار بی بی صاحبه روستای نوزاد در حال توسعه و بازسازی
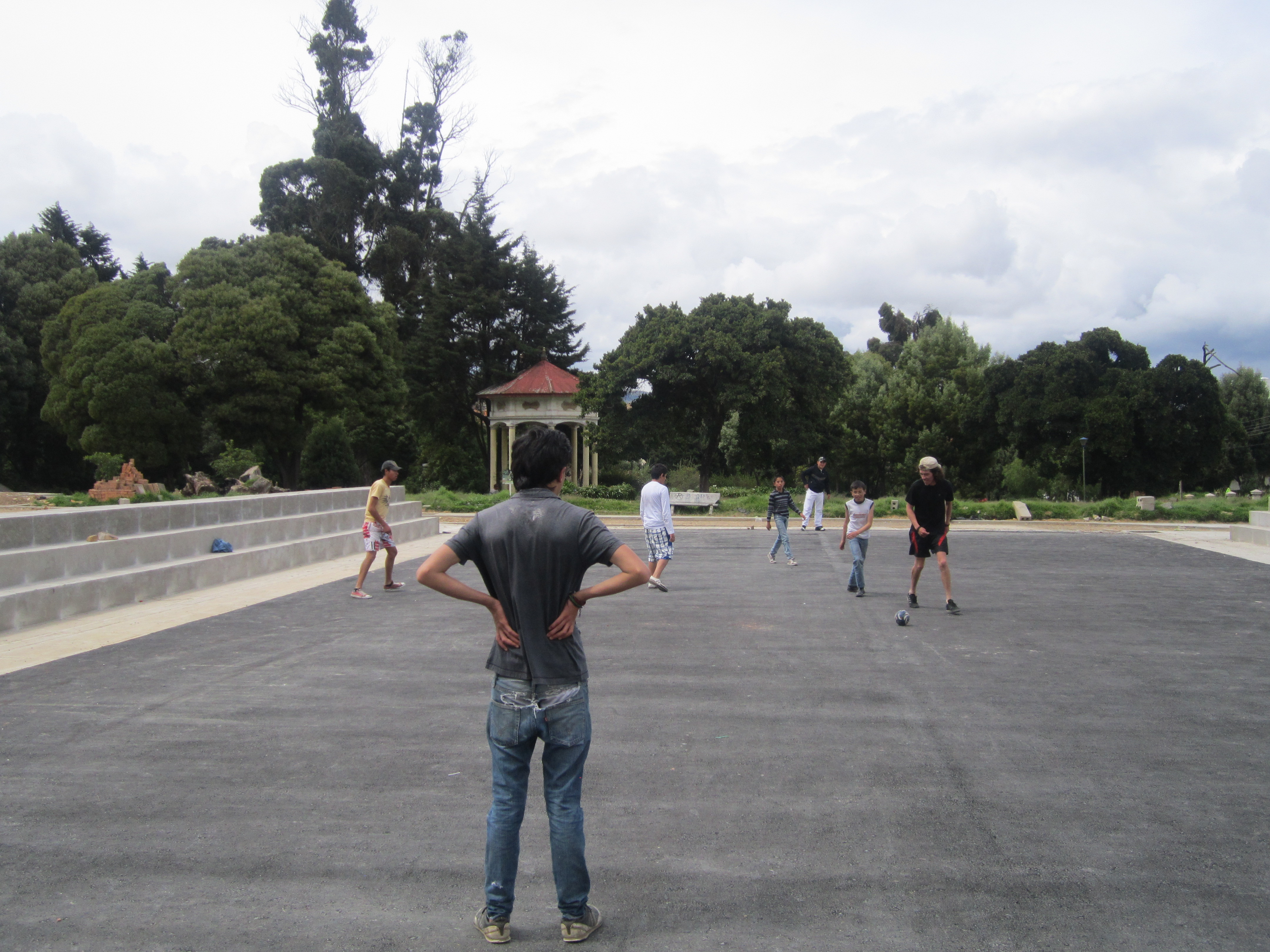
یکی از کوچه‌های قدیمی روستای نوزاد
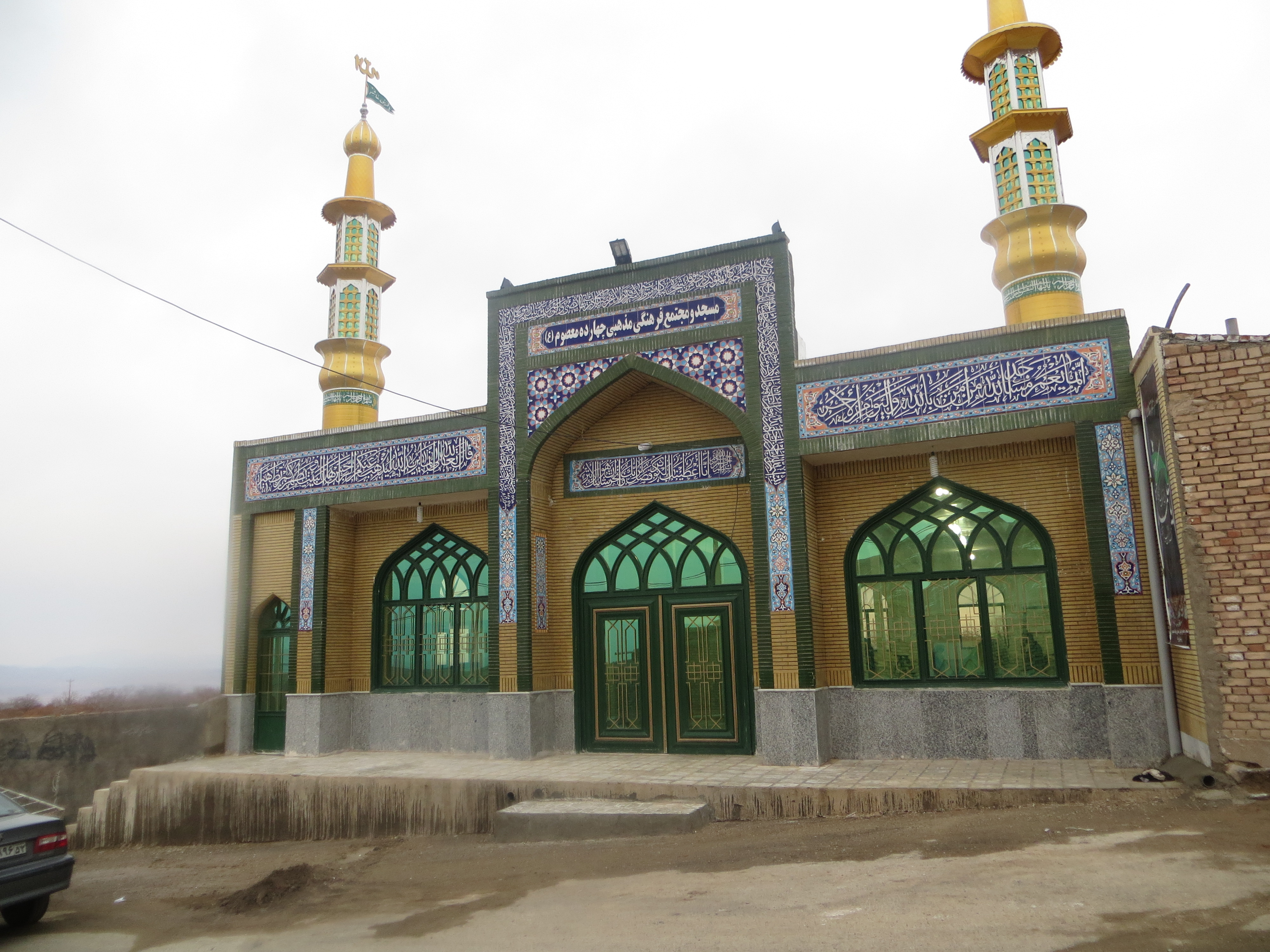
مسجد ۱۴معصوم(ع) روستای نوزاد